# Gouchi
Gouchi est une localité et une commune rurale du Niger, département de Dungass, région de Zinder.

## Géographie
La localité de Gouchi est située à 72 km au nord-est du chef-lieu départemental Dungass. 
|         | Guidimouni | Guidiguir |
| Ouacha  | Gouchi     | Bouné     |
| Dungass | Mallaoua   |           |

## Histoire
La commune rurale de Gouchi est instaurée en 2002. Depuis 2011, la commune est séparée du département de Magaria et fait partie du département de Dungass.

## Population
Lors du recensement général de 2012, la population communale est relevée à 71 612 habitants, dont 1 387 habitants pour la localité principale.

## Localités
La commune s'étend sur 62 villages, 116 hameaux et deux camps au nord-est du département de Dungass.

## Services et infrastructures
- Centre de Santé Intégré (CSI) à Gouchi, Baboujé et Jambirdji[5].
- Collège d'enseignement général (CEG) à Gouchi et Jambirdji.
- Centre de formation des métiers (CFM) à Gouchi.